# Бруннер, Нина
Ни́на Бетшарт (нем. Nina Betschart) в замужестве Бруннер (нем. Brunner); род. 14 октября 1995, Штайнхаузен, Цуг) — швейцарская пляжная волейболистка, двукратная чемпионка и призёр чемпионатов Европы, чемпионка Европейских игр (2015).

## Карьера
Бетшарт начала карьеру в возрасте 15 лет, играя в паре с Николь Айхольцер, вместе с которой завоевала серебряную медаль на чемпионате Европы до 18 лет (Вильнюс) в августе 2011 года. В том же году на молодёжном чемпионате мира в Галифаксе, играла в паре с Йоаной Хайдрих, вместе с которой они стали чемпионками мира. Они стали первой швейцарской парой, которая выиграла молодёжный чемпионат мира, а Бетшарт в возрасте 15 лет и 10 месяцев стала самой молодой волейболисткой, выигравшей молодёжный чемпионат мира.
Летом 2012 на чемпионате Европы до 18 лет Бетшарт и Айхольцер завоевали бронзовую медаль. В том же году, играя в паре с Анук Верже-Депре, Бетшарт во второй раз в карьере стала чемпионкой мира среди молодёжи. В том же году вместе с Хайдрих, Бетшарт дебютировала на этапе Мирового тура в Банг Саен, где они заняли итоговое 9-е место.
В 2013 году Бетшарт и Айхольцер участвовали на нескольких турнирах, выиграв в том числе и чемпионат Европы среди девушек до 20 лет. В том же году она играла в паре с Верже-Депре, вместе с которой она выиграла чемпионат Европы среди молодёжи до 23 лет. Выиграв два золота на европейском уровне, Бетшарт стала второй пляжной волейболисткой после россиянки Евгении Уколовой, которая выигрывала турниры в 2008 году и с разными партнёршами. В 2014 году в паре с Айхольцер они выиграли второй чемпионат Европы среди девушек до 20 лет и защитили свой титул. Также в том же году, они успешно выступали на молодёжном уровне, выиграв два национальных турнира.

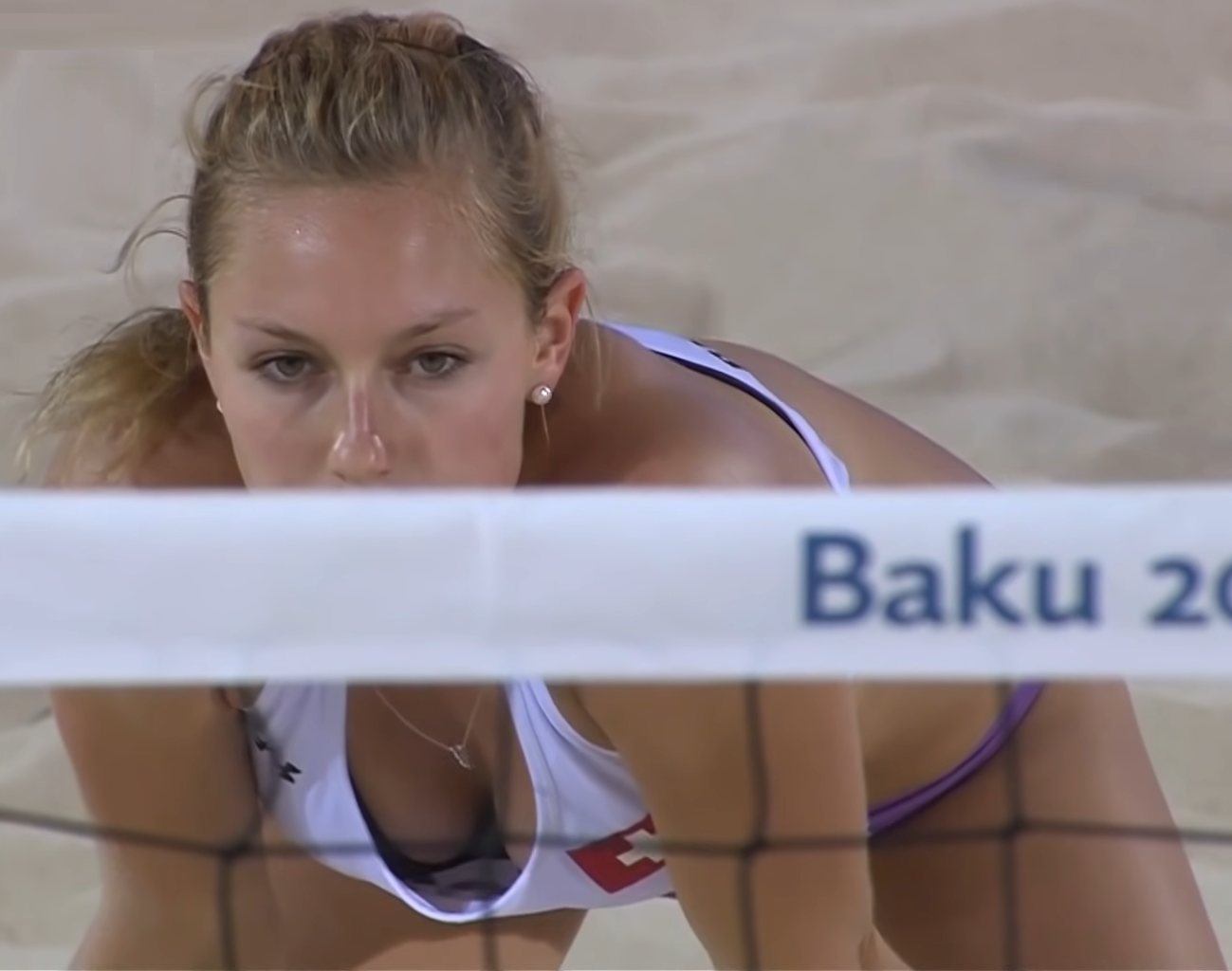
Бетшарт на Европейских играх 2015 года

В июне 2015 года на Европейских играх в Баку, в паре с Айхольцер они обыграли пару из Австрии (Шютценхёфер и Плезючниг), став чемпионками Европейских игр. После победы на Европейских играх, она и Айхольцер выиграли во второй раз в карьере молодёжный чемпионат Европы среди спортсменов до 22 лет.
По окончании сезона она и Айхольцер перестали быть напарницами и Бетшарт стала партнёршей Тани Хюберли. Вместе с Хюберли в июле 2016 года они заняли бронзовый подиум на этапе Мирового тура по пляжному волейболу, что стало для Бетшарт первым успехом на данном соревновании.
В июле 2018 года в паре с Хюберли она завоевала серебряную медаль на чемпионате Европы, они проиграли в финале паре из Нидерландов (Занне Кайзер/Меделейн Меппелинк)
Летом 2021 года играла в паре с Хюберли на олимпийском турнире, где в 1/8 финала они проиграли своим соотечественницам Йоане Хайдрих и Анук Верже-Депре со счётом 2-1. В том же году вместе с Хюберли они стали чемпионками Европы после победы со счётом 2-0 над дуэтом из Голландии (Катя Стам/Раиса Схон)
В августе 2022 года вместе с Хюберли завоевали серебряную медаль на чемпионате Европы, проиграв в финале дуэту из Латвии (Тина Граудиня/Анастасия Кравченок) со счётом 2-1.
Летом 2023 года на чемпионате Европы во второй раз в карьере стала чемпионкой Европы; в финале был обыгран дуэт из Испании (Даниела Альварес/Таня Морено).

## Семья
В ноябре 2021 года вышла замуж за хоккеиста Дамьена Бруннера и стала выступать под фамилией Бруннер..

## Достижения
- Чемпионка Европы (2021, 2023) и серебряный призёр (2018, 2022)
- Чемпионка Европейских игр (1) : 2015
- Чемпионка Кубка европейских наций (1) : 2022
- Чемпионка мира по пляжному волейболу (до 21 года) (2) : 2011, 2012
- Чемпионка Европы по пляжному волейболу (до 23 лет) (2) : 2013, 2015
- Чемпионка Европы по пляжному волейболу (до 20 лет) (2) : 2013, 2014
- Серебряный (2011) и бронзовый (2012) призёр чемпионатов Европы (до 18 лет)
- Призовые места на этапах Мирового тура:
  - 1-е — Баден-2020;
  - 2-е — Сочи-2021;
  - 3-е — Клагенфурт-2016, Пореч-2017, Гаага-2018, Москва-2018.